# فوهة نوبيلي

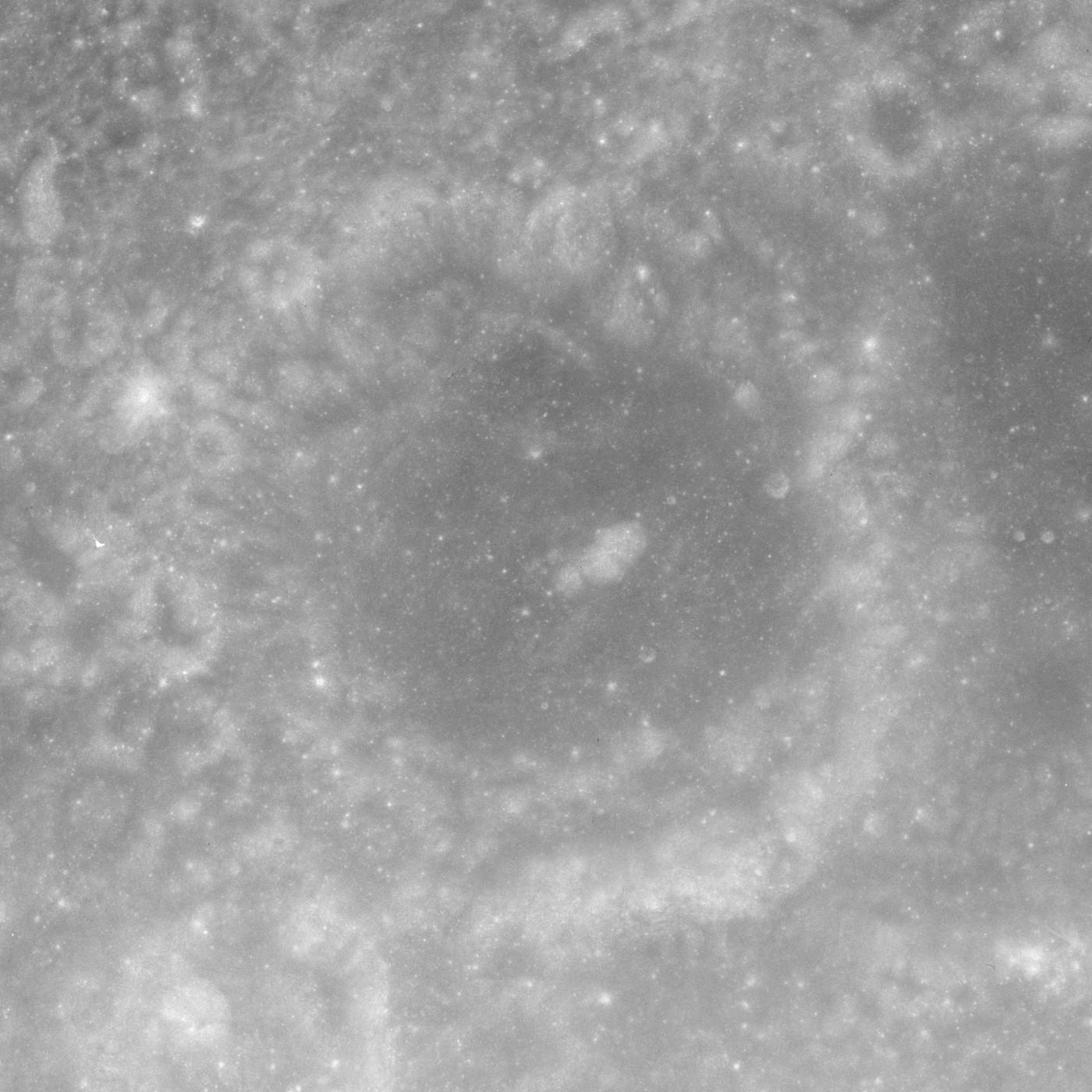
فوهة نوبيلي من بعثة أبولو 16

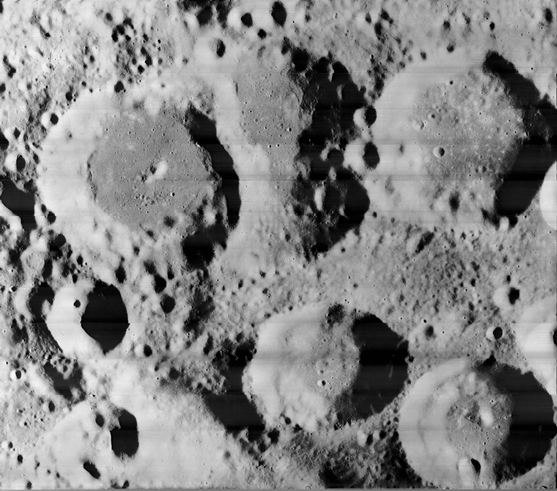
فوهة فويرستراس (أسفل منتصف الصورة)، فوهة فان فليك (أسفل اليمين)، فوهة جينكيز (أعلى اليمين)، بينما تقع فوهة نوبيلي في أعلى اليسار

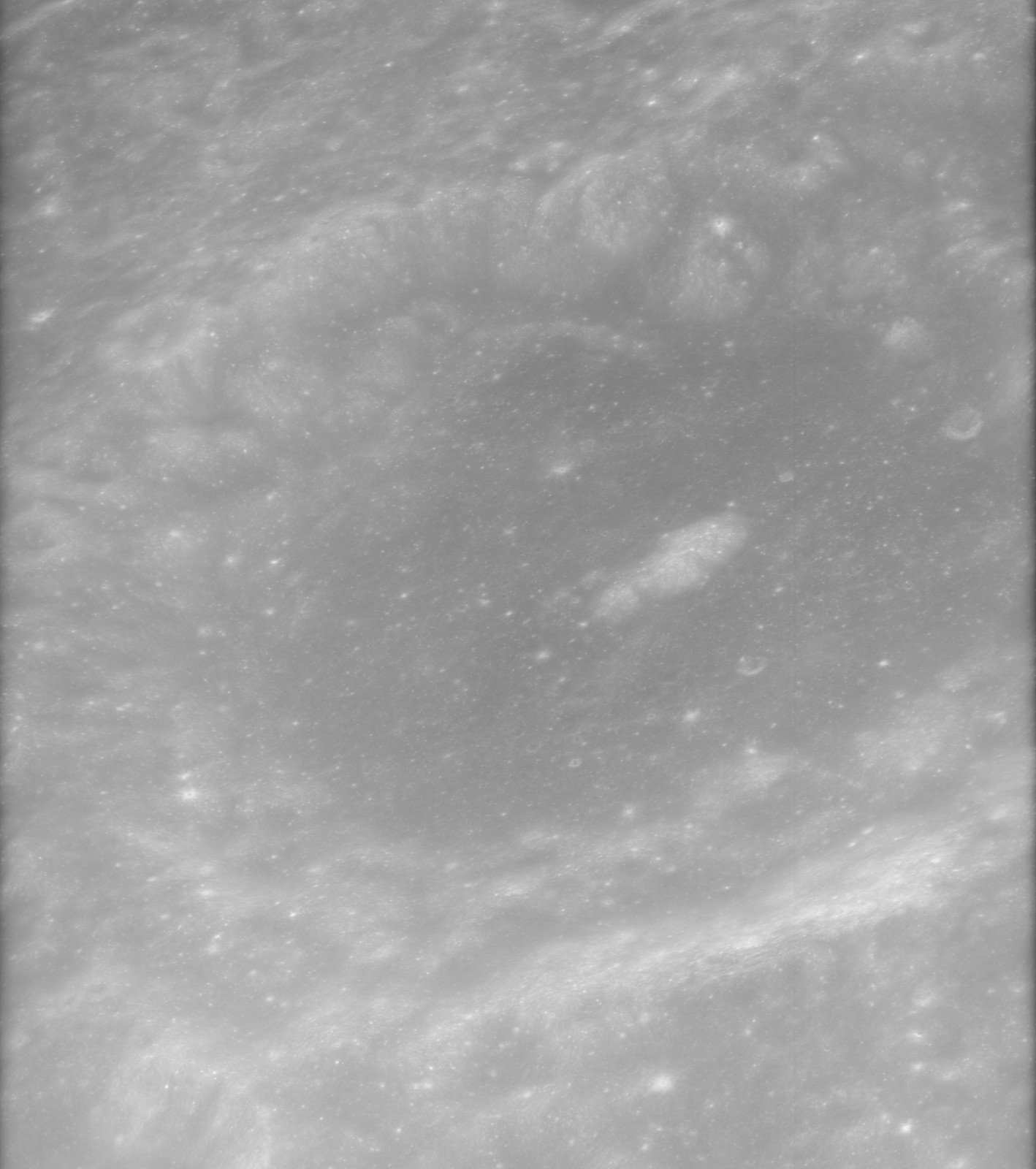
مقطع أفقي للفوهة من بعثة أبولو 16

فوهة نوبيلي (0. 2°N 75.9°E) فوهة صدمية تقع بالقرب من الحافة الشرقية لسطح القمر، معطيا لها شكل مشهوه عندما يتم رصدها من الأرض. تقع الفوهة شمال الحافة الغربية من فوهة شوبرت إكس كبيرة الحجم نسبيا. يحدها من الناحية الشرقية فوهة جينكيز.

## الوصف

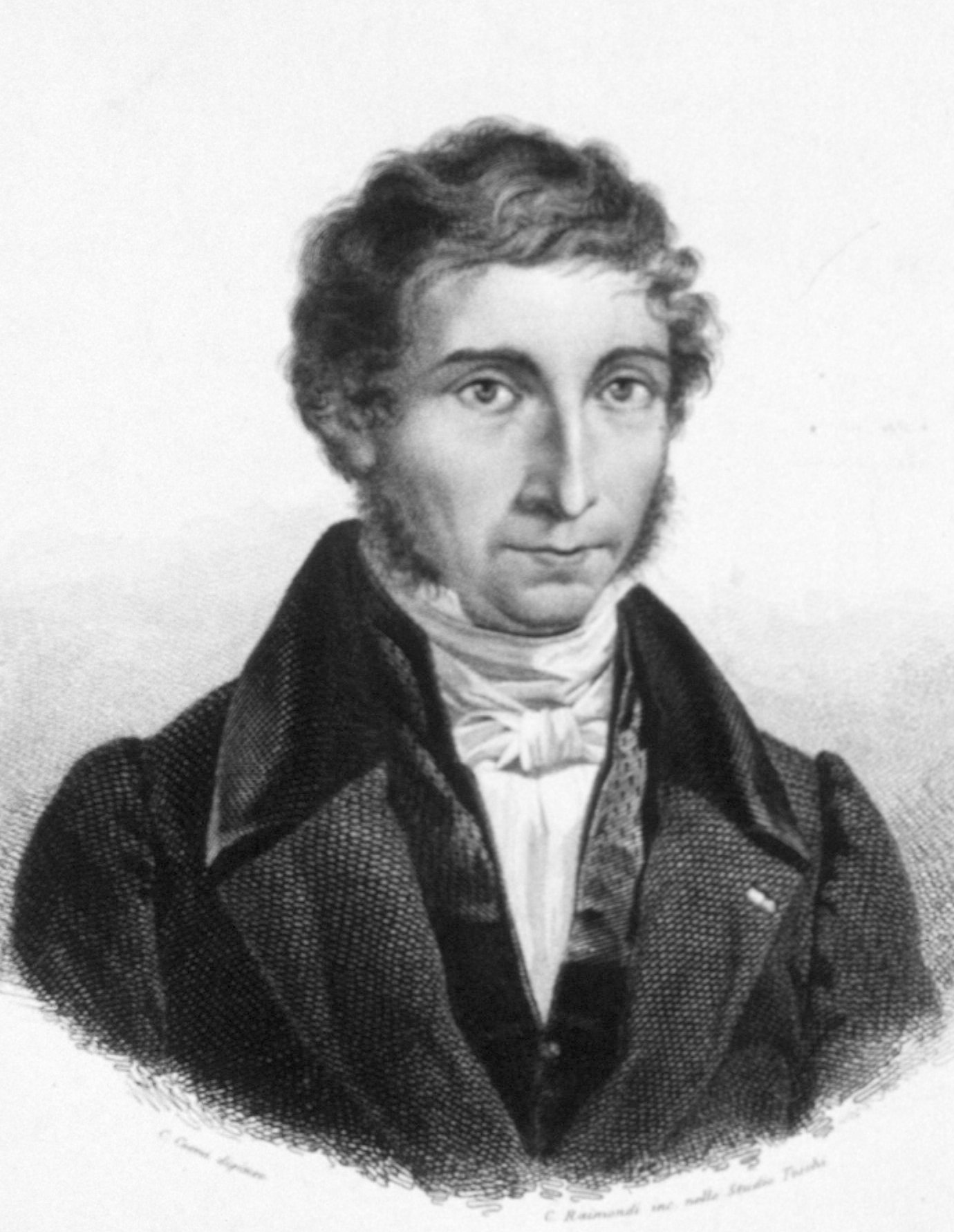
الفيزيائي وعضو الأكاديمية البروسية للعلوم يوبولدو نوبيلي والتي سميت الفوهة على إسمه

يحد الفوهة من الجنوب فوهة فويرستراس، من الجنوب الشرقي فوهة فان فليك، بينما يحدها من الشرق فوهة جينكيز. تجتمع كل هذه الفوهات لتكون شكل فوهة ثلاثئية. بينما يحد الفوهة من الجنوب فوهة جيلبرت.

نوبيلي تكاد تكون دائرية الشكل مع حواف دائرية بالية. تتميز الحافة الشرقية بأنها تصغر مع اقترابها من فوهة شوبارت إكس. تحد الفوهة من الحافة الجنوبية الغربية فوهة صغيره (تكاد تكون ملتصقه بها) إسميت فيما بعد بفوهة جيلبرت بي.
يوجد كسر صغير في الحافة الشمالية الشرقية. يتميز سطحها الداخلي بأنه بلا تضاريس تقريبا، مع قمتين مركزيتين في منتصف الفوهة تقريبا.
كانت الفوهة تسمى سابقا بفوهة شوبارت واي، قبل أن تقوم الإتحاد الفلكي الدولي بإعاده تسميتها.
يبلغ قطر الفوهة 42 كم، بينما لم يتم تحديد عمقها حتى الآن، وعلى زاوية 285° من شروق الشمس. تمت تسميه الفوهة على اسم الفيزيائي وعضو الأكاديمية البروسية للعلوم يوبولدو نوبيلي تكريما له وتخليدا لذكراه.

## وصلات خارجية
- فوهات القمر
- جوله حول فوهات القمر -ناسا.